# Cabestrillo

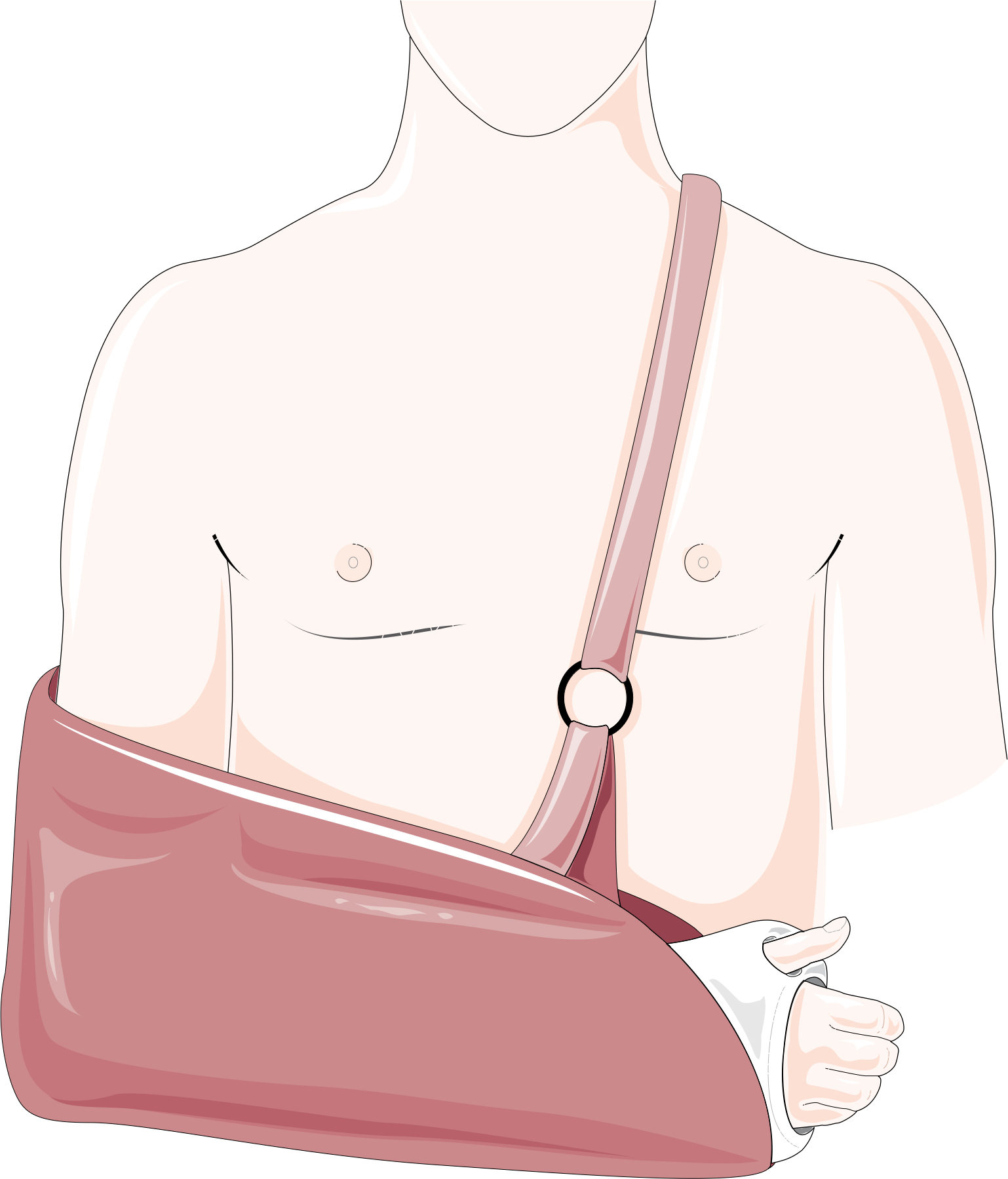
Uso de cabestrillo para sanar una fractura.

En enfermería, el cabestrillo es un dispositivo utilizado para limitar el movimiento del hombro o el codo mientras se sana después de una fractura o luxación. Se puede crear un cabestrillo con tela y a partir de un vendaje triangular.
Aunque puede diferir dependiendo de las circunstancias, una de las formas más frecuentes de cabestrillo consiste en una banda de tela en forma de media caña (bolsa o cuerpo del cabestrillo), que aloja el codo, el antebrazo e, incluso, la mano, y que se suspende del cuello o del hombro opuesto, mediante una banda ajustable, a la altura deseada.